# Roberto Zárate
Roberto Héctor Zárate (15 de dezembro de 1932 – 6 de novembro de 2013) foi um futebolista argentino.
Zárate é um dos maiores ídolos do River Plate. Considerado o sucessor de Félix Loustau, um dos integrantes da célebre equipe conhecida como Lá Máquina, Zárate integrou justamente a sucessora desta, La Maquinita. Apesar de jogar na ponta esquerda, era goleador, tendo feito mais de 60 pelo River e sendo inclusive artilheiro do campeonato argentino de 1957, um dos cinco que ganhou (já havia sido campeão entre 1952, 1953, 1955 e 1956).
Marcou cinco gols contra o Boca Juniors, quatro deles bem lembrados: em um 2 x 1 em plena La Bombonera em 1955, o River deu a volta olímpica no estádio do arquirrival; e três em um 5 x 3 em 1957. Deixou o clube em 1959, passando toda a década de 1960 - período em que o River não conseguiu nenhum título - no pequeno Banfield.